# Castlevania: Harmony of Dissonance
Castlevania: Harmony of Dissonance (comumente abreviado como HoD) é um jogo de plataforma da série Castlevania, desenvolvido pela Konami para o sistema Game Boy Advance da Nintendo. Foi o segundo título da série lançado para o console, sendo publicado no Japão em 6 de junho, na América do Norte em 16 de setembro, e na Europa em 11 de outubro de 2002.
O jogo se passa em 1748, 50 anos após Simon Belmont eliminar a ameaça do Conde Dracula, e introduz mais um membro da lendária família de caçadores de vampiros do clã Belmont, seu neto Juste Belmont, o qual busca resgatar uma amiga de infância que foi sequestrada.
Koji Igarashi produziu Harmony of Dissonance com a intenção de criar "um jogo similar ao Castlevania: Symphony of the Night", o aclamado título do PlayStation no qual ele trabalhou. O título vendeu 126 mil unidades nos Estados Unidos, e não foi um sucesso no Japão. Em 2006, foi relançado na América do Norte e Europa, junto de Castlevania: Aria of Sorrow, como parte do Castlevania: Double Pack.

## Jogabilidade
Harmony of Dissonance faz uso do estilo de rolagem lateral em 2D, similar a vários títulos anteriores da franquia. O objetivo do jogo é levar o protagonista, Juste Belmont, através do castelo infestado de monstros enquanto ele busca por uma amiga sequestrada. O castelo consiste de duas "camadas": Castelo A e B. Estruturalmente, cada castelo possui quase o mesmo layout de salas, mas os tipos de inimigos, items, e outros aspectos podem variar. Posteriormente, o jogador pode usar salas especiais para teleportar para outros locais do mesmo castelo, ou para o outro castelo. As duas camadas do castelo compartilham uma ligação, e destruir uma parede no Castelo A pode causar mudanças no Castelo B. Relíquias e chaves encontradas no castelo permitem que Juste alcance áreas previamente inacessíveis.
Harmony of Dissonance introduziu a possibilidade de coletar items colecionáveis para mobiliar uma sala vazia que Juste encontra no castelo, algo que influencia de forma pequena o final do jogo.
O ataque principal de Juste utiliza o lendário chicote da série, Vampire Killer, que pode ser usado para desviar projéteis, como visto em Super Castlevania IV. Uma variedade de armas secundárias estão disponíveis, como a água benta, um livro sagrado, um crucifixo, uma gema, um machado, e uma luva. Apenas uma arma pode ser carregada por vez, podendo ser combinada com um de cinco livros mágicos (Fire Book, Ice Book, Bolt Book, Wind Book, e o Summoning Tome) escondidos pelo castelo para criar um ataque mágico. Utilizar uma magia faz o personagem se tornar invencível por um instante.
Harmony of Dissonance faz uso de elementos de role-playing. Derrotar inimigos e chefes dá pontos de experiência para Juste, que sobe de nível quando certos requisitos são alcançados. Subir de nível aumenta seus atributos: pontos de vida, pontos de magia, força, defesa, inteligência, e sorte. Certas relíquias afetam os atributos. Equipamentos em forma de modificadores de armas, armaduras e acessórios podem ser encontrados pelo castelo e contribuem para os atributos. Ocasionalmente, items podem cair ao matar um inimigo, mas também podem ser comprados com dinheiro em um vendedor que aparece em vários pontos do castelo.
Modos adicionais de jogo podem ser destravados. Se o jogador finalizar o jogo uma vez, poderá acessar o modo Boss Rush para lutar contra um número de chefes, dependendo do nível de dificuldade escolhido. Caso o jogador finalize o jogo através do melhor final, poderá acessar o modo Maxim para controlar o personagem Maxim, que não pode equipar items e só pode usar sua espada e sua shuriken como armas, podendo usar magias e possuindo a habilidade de pulo triplo.

## Enredo

### Ambientação e personagens
Harmony of Dissonance se passa em 1748, 50 anos após Simon Belmont ter acabado com a maldição de Dracula. Como resultado de sua batalha contra Dracula, os moradores do vilarejo mudaram de opinião sobre ele e o clã Belmont. O produtor Koji Igarashi explicou que "Simon foi considerado como um salvador, e as pessoas começaram a olhar para ele como um herói; pouco a pouco, as pessoas começaram a se aproximar da família. Logo, um vilarejo foi formado ao redor dos Belmonts. Juste Belmont cresceu neste ambiente com os amigos de infância Maxim Kischine e Lydie Erlanger."
O protagonista é Juste Belmont, neto de Simon Belmont e descendente de Trevor Belmont e Sypha Belnades, que aos 16 anos de idade herdou o lendário chicote Vampire Killer. Junto de seu melhor amigo, Maxim Kischine, ele sai em busca de resgatar a amiga de infância, Lydie Erlanger.
Enquanto explora o castelo, Juste também encontra um vendedor e a Morte.

### História
Maxim, que sofre de amnésia aos acontecimentos recentes, leva Juste até um castelo onde Lydie está sendo aprisionada e, após uma breve conversa, Juste deixa Maxim e começa a explorar o castelo em busca de sua amiga. Dentro do castelo, Juste encontra a Morte, que confirma que este é o castelo de Dracula. Juste se encontra com Maxim novamente, cuja memória está lentamente retornando, mas ambos se separam para poder explorar o castelo mais rapidamente. Durante sua busca, Juste nota que parece haver atmosferas diferentes no castelo. No próximo encontro com Maxim, Juste fica surpreso com a mudança de personalidade demonstrada em pouco tempo por parte de Maxim,que o acusa de ter sequestrado Lydie. Em um de seus encontros, Maxim revela que havia previamente tentado encontrar os restos de Dracula para ressuscitá-lo e derrotá-lo definitivamente, mas que quando coletou todas as partes, sua memória apagou.
Juste encontra a Morte novamente, que explica que o castelo foi dividido em "camadas" para acomodar os dois espíritos que vivem no corpo de Maxim: seu espírito original e um espírito maléfico, criado pelos restos de Drácula e sua inveja suprimida de Juste. Maxim posteriormente confirma as informações, e admite ter sequestrado Lydie. Juste encontra seu amigo novamente, que revela ter perdido a memória para proteger Lydie, e entrega à Juste o seu bracelete para ajudar na busca dela. Entretanto, quando Juste a encontra, a Morte a captura novamente para usar seu sangue como um meio de unificar as duas camadas do castelo e destruir o espírito real de Maxim. Juste derrota a Morte, e segue em busca de Maxim, acumulando no caminho os restos de Dracula. No centro do castelo, ele encontra Maxim junto de Lydie desacordada.
Há três finais para o jogo:
- O pior: Maxim, possuído, já mordeu Lydie. Derrotando Maxim, Juste escapa do castelo em colapso, infeliz com sua incapacidade de salvar ambos os amigos.[26]
- O ruim: Maxim sofre com a possessão e suplica que Juste o mate. Em seus momentos finais, ele agradece Juste por matá-lo e revela que ele queria ter liberado Juste de seu destino como um Belmont. Fora do castelo, Lydie acorda, ilesa, e diz à Juste para não se culpar pela morte de Maxim.[27]
- O melhor: Maxim, possuído, percebe que Juste está usando seu bracelete e resiste à possessão. Dracula foge em uma forma enfraquecida e luta contra Juste, planejando usar seu sangue para retornar ao seu poder completo. Eliminando-o, Juste escapa do castelo junto de Maxim e Lydie, que acorda ilesa. Fora do castelo, os três resolvem voltar para casa.[28]

## Desenvolvimento
Dirigo por Takeda Takashi, produzido por Koji Igarashi e desenvolvido pela Konami Computer Entertainment Tokyo, Harmony of Dissonance é o segundo título de Castlevania para o Game Boy Advance. Seu predecessor, Castlevania: Circle of the Moon, havia sido desenvolvido pela Konami Computer Entertainment Kobe. Igarashi começou o desenvolvimento do jogo com a intenção de fazer um título para o GBA que compartilhasse de similaridades com o Castlevania: Symphony of the Night. Ayami Kojima, que havia trabalhado previamente no design de personagem de Symphony of the Night, foi também a responsável pelo design de Harmony of Dissonance.
Harmony of Dissonance incorpora outras mudanças, como o sistema de fusão de magias que substituiu o sistema de cartas de Circle of the Moon, os gráficos feitos usando palheta mais clara, e os controles melhorados. Castlevania: Aria of Sorrow compartilhou o mesmo período de produção e, como resultado, ambos compartilharam similaridades nos motores de jogo e elementos de jogabilidade.

### Lançamento
Originalmente planejado para um lançamento em meados de junho, Harmony of Dissonance só foi lançado em setembro de 2002. Foi lançado inicialmente no Japão em 6 de junho de 2002, mas na América do Norte apenas em 16 de setembro e na Europa em 11 de outubro de 2002. Nos Estados Unidos, vendeu cerca de 126 mil unidades, enquanto que no Japão não foi considerado um "grande título" por Igarashi.
Harmony of Dissonance foi relançado em 2006 junto de Aria of Sorrow como parte do Castlevania Double Pack, pacote que foi escolhido como o IGN Game Boy Game of the Month em janeiro deste ano. Também foi publicado para o Virtual Console do Wii U em 16 de outubro de 2014 na América do Norte.

## Trilha sonora
Em 26 de junho de 2002, a Konami publicou Castlevania: Circle of the Moon & Castlevania: Concerto of Midnight Sun Original Soundtrack. Soshiro Hokkai compôs a trilha, enquanto Michiru Yamane criou músicas adicionais das fases. Igarashi posteriormente citou que a qualidade da música havia sido "sacrificada" em troca de melhores gráficos para o jogo.
Finalizar o jogo com o melhor final também destrava uma opção para ouvir a trilha sonora.

## Recepção
Na época de seu lançamento, Harmony of Dissonance recebeu avaliações positivas. O Metacritic o avaliou com nota 87/100, enquanto o GameRankings deu nota de 84%.
A revista japonesa Famitsu o avaliou com nota 31/40. GameSpot comentou que ele "não é apenas um bom jogo Castlevania, também é um dos melhores jogos do Game Boy Advance a aparecer nos últimos tempos". GameSpy afirmou que "apesar de alguns pontos, Harmony of Dissonance é uma aventura de qualidade que representa a melhor tentativa até agora de espelhar o brilhantismo de Symphony of the Night." Apesar de se preocupar com a perda de originalidade da franquia, citando que Harmony of Dissonance é uma cópia quase que obsessiva de Symphony of the Night, GamePro também o chamou de "um jogo de ação divertido e um bom Castlevania". Os gráficos melhorados de Harmony of Dissonance, especialmente o fundo, os efeitos 3D, e os chefes, receberam elogios de alguns críticos, que os chamaram de "visualmente deslumbrantes", e "muito bons".
A trilha sonora do jogo não foi tão bem recebida. Críticos consideraram a música como "facilmente a pior trilha de Castlevania" e "lamacenta, pesada, e reminiscente dos dias de músicas do NES em quatro canais". Em contrapartida, GameSpot achou que a música era "decente" e ocasionalmente "encaixava, ou era viciante", mas falhou em alcançar as altas expectativas da série. IGN achou que enquanto "não tão ruim quanto alguns parecem achar", as músicas "não são tão boas quanto em outros títulos do Castlevania". Os críticos também não gostaram da falta de dificuldade, com GamePro descrevendo-a como "a maior falha do jogo". Outras reclamações incluem chefes fáceis e previsíveis, e "uma área explorável muito menor e de certa maneira um mapa menos convincente".
Avaliações retrospectivas foram ainda mais críticas do jogo. Considerando Harmony of Dissonance "um dos títulos mais desapontantes da série" e "o título menos impressionante dos três para GBA", críticos citaram o design do castelo entediante, e a frequente troca entre as camadas do castelo como uns dos piores pontos do jogo. David Low, da PALGN, criticou a inclusão do "aliado possuído" de Castlevanias anteriores junto da dificuldade mais fácil do jogo, o personagem do jogador ser visualmente mal animado, e alguns ambientes espalhafatosos. Mark Bozon, da IGN, concluiu que Harmony of Dissonance "ainda mostra visuais decentes para um jogo de meio de geração, e pavimentou o caminho para o título Castlevania mais forte do GBA, Aria of Sorrow." Tim Turi, da Game Informer, achou que o design estava entre os melhores de Castlevania, apesar de ter a pior música da série.